# 153289 Rebeccawatson
153289 Rebeccawatson è un asteroide della fascia principale. Scoperto nel 2001, presenta un'orbita caratterizzata da un semiasse maggiore pari a 3,5049042 UA e da un'eccentricità di 0,0829442, inclinata di 9,65121° rispetto all'eclittica.
L'asteroide è dedicato a Rebecca Watson, promotrice del pensiero razionale americana.